# Нойбург ам Ин
Нойбург ам Ин (на немски: Neuburg am Inn) е община в Бавария, Германия, с 4394 жители (към 31 декември 2015).
Намира се на река Ин и на ок. 10 км северно от Пасау. Резиденция е на Графство Нойбург от 1050 г. до 1803 г.